# A halász feleségének álma
A halász feleségének álma (蛸と海女 Tako to ama) Kacusika Hokuszai japán festő híres ukijo-e stílusban készült fametszete, melyen egy japán gyöngyhalásznő látható két polippal folytatott szexuális aktus közben.

## A metszet

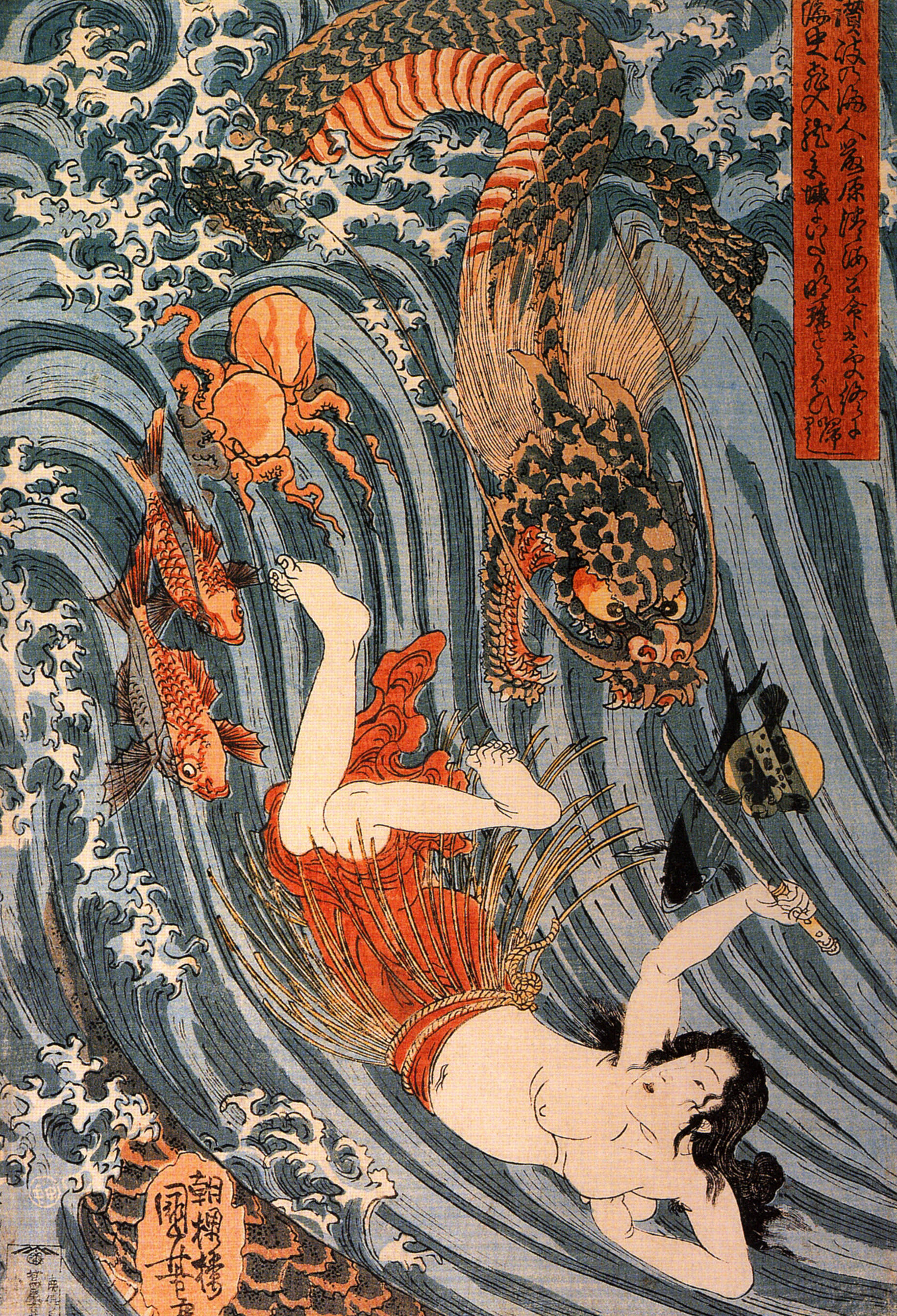
Utagava Kunijosi metszete Tamatori hercegnő legendájáról

A metszeten egy meztelen gyöngyhalásznő látható, akit egy polip karjaival ölel át, miközben orális örömökben részesíti. Egy másik polip eközben a nő szájára tapad, míg karjai a testet simogatják.
Hokuszai alkotása első alkalommal cím nélkül 1814-ben, a Kinoe no Komatsu című háromkötetes sunga könyvben jelent meg. A metszetnek több címváltozata is ismert: A búvár lány és a polip, A gyöngyhalász és a két polip vagy A búvár és a két polip.
Danielle Talerico művészettörténész szerint Hokuszai-t Tamatori hercegnő legendája ihlette. Tamatori szegény gyöngyhalászlány volt, aki feleségül ment Fujiwara nem Fuhitóhoz a Fujiwara-klánból. Fujiwara a családjától a Ryujin a tenger sárkányistene által ellopott igazgyöngyöt keresi. Tamatori felajánlja segítségét Fujiwarának. Ryujin víz alatti birodalmában rálel az ellopott gyöngyre. Mellét felvágja, hogy oda rejtse a gyöngyöt, így könnyebben és gyorsabban tud úszni. Azonban a felszínre érkezés után nem sokkal belehal sérülésébe.
Tamatori története népszerű toposzvolt az Ukijo-e művészeti irányzatban. Utagava Kunijosi több művén is feldolgozta Tamatori történetét. Nem Hokuszai metszete az egyetlen nő és polip közötti szexuális kapcsolatot bemutató Edo-korabeli ábrázolás. Ismert több korai netcuke fafaragás, melyen tengeri élőlények dédelgetnek nőket. A halász feleségének álmához nagyon hasonló művet készített Janagava Sigenobu is.

## Megjelenése a kultúrában
A halász feleségének álma az ún. tentacle szex vagy csáp erotika előfutárának is tekinthető. A csáp erotika a 20. századi japán manga és hentai ábrázolások kedvelt témája, melyek csápokkal rendelkező élőlények, fantasztikus szörnyek és nők közötti szexuális kapcsolatokat, nem egyszer nemi erőszakot mutatnak be.
A halász feleségének álma több festőt is, köztük Félicien Rops, Auguste Rodin, Louis Aucoc, Fernand Khnopff és Pablo Picasso, megihletett. Picasso 1903-ban készítette el a saját változatát. Maszami Teraoka művészetére is meghatározó befolyással volt a mű. Teraoka számos alkotást készített, melyeken nők különböző csápos tengeri élőlényekkel együtt láthatóak. Hokuszai metszete inspirálta Pietro Mascagni Iris (1898) című operájának Polip áriáját is, melyben Iris egy olyan nőről mesél, akit egy polip csápjai fojtottak halálra. David Laity ausztrál festő azonos címet viselő alkotása, annak kiállításakor Melbourne-ben kisebb botrányt okozott: obszcénnak tartották, Laity-t fel is jelentették.